# Erik Persson (nuotatore)
Erik Persson (Kungsbacka, 12 gennaio 1994) è un nuotatore svedese, specializzato nello stile rana.

## Biografia
Ha rappresentato la Svezia ai Giochi olimpici estivi di Rio de Janeiro 2016 gareggiando nei 100 metri e 200 metri rana, classificandosi rispettivamente trentaduesimo ed undicesimo.
Agli europei in vasca corta di Glasgow 2019 ha vinto la medaglia d'argento nei 200 m rana, piazzandosi alle spalle dell'olandese Arno Kamminga. Nell'occasione ha stabilito il record nazionale nella specialità nel tempo di 2'02"80.
Nel 2024, agli europei di Belgrado, sale sul gradino più alto del podio nei 200 metri rana a pari merito con il bulgaro Lyubomir Epitropov.

## Palmarès
- Mondiali

Budapest 2022: argento nei 200m rana.
- Europei

Budapest 2020: bronzo nei 200m rana.
Belgrado 2024: oro nei 200m rana.
- Europei in vasca corta

Glasgow 2019: argento nei 200m rana.

## International Swimming League
| Stagione 2019 | Stagione 2020  | Stagione 2021 |
| ------------- | -------------- | ------------- |
| Iron          | Toronto Titans | Iron          |